# George Herbert Strutt
George Herbert Strutt (1854-1928), est un propriétaire de moulin à coton et philanthrope de Makeney et Belper dans le Derbyshire. Strutt devint High Sheriff du Derbyshire. C'est un descendant de Jedediah Strutt. Les Strutt se sont enrichis et ont enrichi l'Angleterre, grâce à leurs affaires dans le coton. Strutt acheta la propriété écossaise Glensanda où son fils disparut et dont le squelette vêtu fut retrouvé cinq ans plus tard.

## Biographie
George Herbert Strutt est né en 1854 à Belper. Il vient de la célèbre famille Strutt qui a fait fortune grâce à ses moulins à coton et aux inventions de leurs ancêtres, remontant jusqu'à Jedediah Strutt. Son père est George Henry Strutt et sa mère Agnes (née Ashton). Il est le benjamin et l'unique fils. Ses sœurs aînées sont Susan Agnes, Lucy Frances et Clara Strutt.
En 1902, lui et sa femme achetèrent les propriétés de Glensanda et Kingairloch sur la péninsule de Morvern en Écosse. Il y fit construire des cottages et des chemins pour poneys, fit agrandir la demeure existante et le barrage du Glen Galmadale qui servait à retenir de l'eau utilisée pour alimenter la rivière Galma (ainsi que les poissons) par temps de sécheresse. Ils pouvaient partir en croisière à Oban et aux îles avoisinantes sur le bateau à vapeur de 150 tonnes Sanda que Strutt gardait là-bas. Étant donné la difficulté d'accessibilité de la propriété, un bateau, quel qu'il soit, était nécessaire.
Comme un grand nombre de ses ancêtres, Strutt fut High Sheriff du Derbyshire, en 1903.

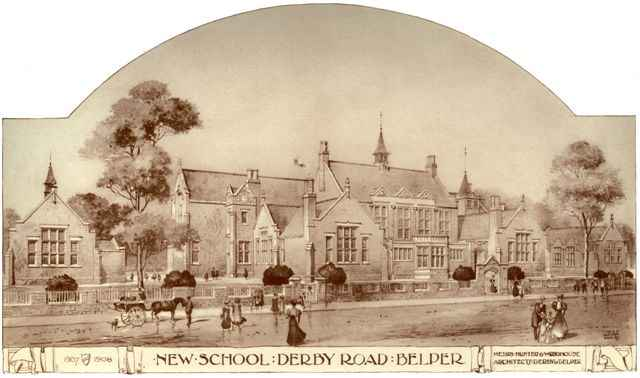
École Herbert Strutt

En 1907, après un long débat avec les autorités de l'éducation, il put financer une école élémentaire pour les enfants de la ville de Belper et les villages alentour. L'école fut inaugurée le 7 mai 1909 par le duc du Devonshire. L'école Herbert Strutt lui coûta 20 000 £ et comprenait de grands terrains de sport et des vitraux représentant les armoiries de Strutt, dans la bibliothèque. En 1910 il finança une piscine publique à Belper et dans les quatre années qui suivirent il donna 5000£ de plus pour agrandir les installations de l'école. L'école devint un lycée général avant qu'il ne soit fusionné avec deux autres lycées modernes pour faire le lycée polyvalent de Belper (Belper School). Le nom de l'école et le cadeau de Strutt sont rappelés dans le nom d'une école maternelle à Belper. Le bâtiment de l'école est maintenant utilisé par la communauté.
En 1921,Strutt donna de nouveau à la communauté de Belper du Derbyshire. Cette fois-ci, il fit don d'un terrain qui fut utilisé pour créer les Memorial Gardens pour rendre hommage aux personnes mortes dans la Première Guerre mondiale.
Après la mort de George Strutt, son fils Arthur hérita de la propriété à Glensanda, puis elle fut partagée en 1930 entre l'épouse néo-zélandaise d'Arthur et Patricia. Arthur mourut dans d'étranges circonstances. Il sortit un matin, et cinq ans plus tard il fut déclaré mort « in absentia ». Le lendemain de la messe commémorative, on trouva son corps. Son squelette habillé fut retrouvé à environ un kilomètre de sa demeure par des forestiers, mais il était trop tard pour déterminer la cause de sa mort.
Les portraits de George Strutt et de « Mrs George Strutt », tous les deux peints par Frank Beresford, appartiennent respectivement à la ville de Belper et au Derby Museum and Art Gallery.